# Кам'янський район (Черкаська область)
Ка́м'янський райо́н — колишня адміністративно-територіальна одиниця Черкаської області.

## Загальні відомості
Район утворений у 1923 році.
Площа — 725,4 км² (3,47 % від площі області). Адміністративний центр — місто Кам'янка. У районі налічується 30 населених пунктів, які підпорядковані одній міській та 18 сільським радам.
Населення району на 01.09.2011 становить 29,6 тисяч осіб. У тому числі сільського — 16,7 тисяч, міського — 12,9 тисяч.
Район розташований у південно-східній частині області. Межує з Олександрівським, Новомиргородським районами Кіровоградської області та Смілянським, Черкаським і Чигиринським районами Черкаської області.
Поверхня району являє собою плато, порізане балками і ярами. Ґрунти — опідзолені й типові середньогумусні чорноземи. Клімат помірно континентальний з недостатнім і нерівномірним зволоженням. Найбільша річка — права притока Дніпра Тясмин довжиною 67 кілометрів. На території району знаходяться 4 родовища корисних копалин (суглинків і гранітів). Площа земель лісового фонду становить 13,3 тисяч га (18,3 % лісистості).
Через район проходить автомагістраль Н01 (Київ—Луганськ—Ізварине), дорога обласного значення Кам'янка—Чигирин. У Кам'янці розташована однойменна станція Одеської залізниці, через яку курсують потяги Київського, Донецького, Дніпропетровського, Львівського, Кримського, Московського напрямків.

### Адміністративно-територіальний устрій
Центр: місто Кам'янка
| № з/п | Назва сільської ради | Населені пункті, які входять в межі с/р     |
| ----- | -------------------- | ------------------------------------------- |
| 1.    | Баландинська с/р     | с. Баландине                                |
| 2.    | Вербівська с/р       | с. Вербівка с-ще Калинівка                  |
| 3.    | Грушківкаська с/р    | с. Грушківка                                |
| 4.    | Жаботинська с/р      | с. Жаботин с Флярківка с-ще Сокирне         |
| 5.    | Катеринівська с/р    | с. Катеринівка                              |
| 6.    | Косарська с/р        | с. Косарі                                   |
| 7.    | Коханівська с/р      | с Коханівка                                 |
| 8.    | Лебедівська с/р      | с. Лебедівка с-ще Копійчана                 |
| 9.    | Лубенська с/р        | с. Лубенці с. Куликівка с-ще Грекове        |
| 10.   | Лузанівська с/р      | с. Лузанівка                                |
| 11.   | Михайлівська с/р     | с. Михайлівка с-ще Лісове                   |
| 12.   | Радиванівська с/р    | с. Радиванівка с-ще Богданівське с. Олянине |
| 14.   | Райгородська с/р     | с. Райгород с. Ярове                        |
| 15.   | Ребедайлівська с/р   | с. Ребедайлівка                             |
| 16.   | Ревівська с/р        | с. Ревівка с. Пляківка                      |
| 17.   | Телепинська с/р      | с. Телепине                                 |
| 18.   | Тимошівська с/р      | с. Тимошівка                                |
| 19.   | Юрчиська с/р         | с. Юрчиха                                   |

## Найбільші населені пункти
| №  | Населений пункт | Населення, осіб (2007) |
| -- | --------------- | ---------------------- |
| 1  | Кам'янка        | 15 043                 |
| 2  | Косарі          | 2 243                  |
| 3  | Михайлівка      | 2 043                  |
| 4  | Телепине        | 1 652                  |
| 5  | Райгород        | 1 350                  |
| 6  | Жаботин         | 1 270                  |
| 7  | Грушківка       | 1 222                  |
| 8  | Юрчиха          | 1 178                  |
| 9  | Ребедайлівка    | 1 083                  |
| 10 | Баландине       | 1 070                  |

## Пам'ятки Кам'янщини
У краї розташовані пам'ятки архітектури:
- цегляні церкви початку XIX ст. у с. Лебедівці та початку XX ст. у с. Юрчисі;
- дерев'яні церкви другої половини XIX ст. у селах Жаботин, Ребедайлівка, Вербівка;
- близько 400 пам'яток археології, з них 4 городища доби пізньої бронзи, 25 поселень ранньої залізної доби VIII—III ст. до н. е., 5 поселень ранньослов'янських часів II-V ст., понад 300 курганів різного періоду.

## Політика
25 травня 2014 року відбулися Президентські вибори України. У межах Кам'янського району були створені 33 виборчі дільниці. Явка на виборах складала — 65,40 % (проголосували 15 993 із 24 453 виборців). Найбільшу кількість голосів отримав Петро Порошенко — 50,62 % (8 095 виборців); Юлія Тимошенко — 16,02 % (2 562 виборців), Олег Ляшко — 14,93 % (2 388 виборців), Анатолій Гриценко — 9,17 % (1 467 виборців). Решта кандидатів набрали меншу кількість голосів. Кількість недійсних або зіпсованих бюлетенів — 0,94 %.